# Cupcakes
Cupcakes (hebrejsky Bananot בננות) je izraelský hraný film z roku 2013, který režíroval Eytan Fox podle vlastního scénáře. Filmová komedie líčí skupinu amatérských hudebníků, kteří se dostanou do mezinárodní hudební soutěže. Snímek byl v ČR byl uveden v roce 2014 na filmovém festivalu Febiofest pod názvem Cupcakes, tj. Koláčky.

## Děj
Sousedé z jednoho domu tvoří nesourodou šestici přátel – vychovatel ve školce Ofer, právnička Yael, majitelka místní pekárny Anat, tisková mluvčí ministryně školství Dana, lesbická kytaristka Efrat a internetová blogerka Keren. Jednoho večera se společně sejdou, aby mohli u televize fandit zástupci Izraele v mezinárodní hudební soutěži UniverSong, jejíž ročník se právě vysílá z Prahy. Izraelský zpěvák ale v soutěži propadne. Navíc se dozvědí, že od Anat odešel manžel a odjel do Thajska. Aby ji rozveselili, společně jí spontánně složí písničku a svůj improvizovaný koncert nahrají na mobilní telefon. Ofer, aniž by se zeptal ostatních, je přihlásí do nového ročníku UniverSong a k překvapení všech jsou vybráni. Ačkoliv zpočátku nikdo z nich nemá radost, přesto všichni do soutěže nastoupí jako hudební skupina. Protože se nechtějí nechat manipulovat televizním producentem, musejí sehnat nového sponzora. Tím se stane rodinná firma vyrábějící hummus. Problém ale je ten, že Ofer už rok chodí se synem majitelů, musejí proto svůj vztah utajovat. Díky sponzorství mohou nicméně odjet na nový ročník, který se koná v Paříži. Po návratu každý z nich najde svou lásku.

## Obsazení
| Anat Waxman     | Anat       |
| Ofer Shechter   | Ofer       |
| Dana Ivgy       | Dana       |
| Efrat Dor       | Efrat      |
| Keren Berger    | Keren      |
| Yael Bar-Zohar  | Yael       |
| Lior Ashkenazi  | podnikatel |
| Uri Hochman     | producent  |
| Édouard Baer    | sám sebe   |
| Sarit Vino-Elad | ministryně |
| Ofer Hayoun     | Zohar      |
| Alon Levi       | Asi        |
| Oren Shkedy     | Aviv       |
| Danny Deutsch   | Danny      |
| Guy Pines       | Guy        |

## Ocenění
- Cena Iris – nejlepší film